# Inspiració artística
La inspiració artística és el desfermament de la creativitat, la idea original d'una obra d'art o el detonant que fa que quelcom es torni estètic. Es pot aplicar per extensió a qualsevol impuls que enceti un procés de creació o difusió de pensaments i emocions, incloent l'esfera religiosa. A l'Antiguitat es creia que la inspiració era el procés pel qual la divinitat entrava en contacte amb l'artista, sigui a través d'entitats específiques, com les muses, a través d'una revelació (com el cas del judaisme i posteriorment el cristianisme) o bé en un estat hipnòtic, de follia o arravatament on l'artista pot copsar l'altre món. Aquesta inspiració permetia assolir l'originalitat, la bellesa en l'expressió, la connexió entre realitats que abans no s'havien ajuntat (com passa a la metàfora) o que estaven ocultes. La psicologia moderna considera que la inspiració és l'ús d'idees que provenen de l'inconscient i de l'experiència prèvia, és a dir, de l'interior del subjecte i no pas d'un ésser diví aliè. Igualment una altra persona o situació pot servir d'inspiració en permetre la connexió entre imatges, paraules, sensacions o records que es poden plasmar a l'obra d'art.
En literatura la inspiració és una qualitat prou interessant. A The Making of a Poem, Stephen Spender la situa entre les bàsiques en la construcció d'un poema. Seria la idea lluminosa, aquella que els autors de còmics representarien per mitjà d'una bombeta encesa. Hi ha qui l'associa amb Déu, que guia la mà de l'artista. Hi ha qui creu que l'obra artística és fruit del treball i no és deutora d'una qualitat tan intangible. De fet, el debat, tot i ser obert pel romanticisme, és encara vigent. Però n'hi ha d'altres. Així. la droga o la malaltia, faciliten la tasca creativa? La Generació beat experimentà amb la primera i Virginia Woolf, a On Being Ill, abonà que la segona era una font d'inspiració.